# Adventures of Dino Riki
Adventures of Dino Riki, i Japan Shin Jinrui: The New Type (新人類 THE NEW TYPE?), är ett 2D action-plattformsspel utvecklat av Hudson Soft för Nintendo Entertainment System.

### Fotnoter
1. ↑  ”Adventures of Dino Riki” (på engelska). Nintendo. https://nintendo.fandom.com/wiki/Adventures_of_Dino_Riki. Läst 24 april 2020.